# ウーヴェ・ローデ
ウーヴェ・ローデ（Uwe Rohde、1958年12月8日 - ）は、ドイツの俳優。

## 出演作品
- es［エス］ Das Experiment (2001)
- 屋根裏の殺人鬼フリッツ・ホンカ Der Goldene Handschuh (2019)